# جي. أوبري غودمان
جي. أوبري غودمان هو قاضي وسياسي ماليزي، ولد في 6 سبتمبر 1862، وتوفي في 20 يناير 1921. انتخب عضو مجلس النواب لبربادوس ‏.